# Lijst van burgemeesters van Peize
Dit is een lijst van burgemeesters van de voormalige Nederlandse gemeente Peize in de provincie Drenthe tot 1 januari 1998). Op deze datum ging Peize op in de nieuw gevormde gemeente Noordenveld.
| Ambtsperiode | Naam burgemeester                        | Partij of stroming | Bijzonderheden                                       |
| ------------ | ---------------------------------------- | ------------------ | ---------------------------------------------------- |
| 1811 - 1812  | mr. Warmolt Tonckens                     |                    |                                                      |
| 1812 - 1819  | mr. Gijsbert Carel Ferdinand Gasinjet    |                    |                                                      |
| 1819 - 1852  | Berend Willinge Kymmell                  |                    |                                                      |
| 1852 - 1855  | Albert Hendrik Burghgraef                |                    |                                                      |
| 1855 - 1856  | Henderikus Johannes Hulst                |                    |                                                      |
| 1856 - 1858  | Gerhard Wilhelm van Lemel (1826-1859)    |                    | later burgemeester van Smilde                        |
| 1858 - 1882  | Jan Gerard Martinus Timmerman            |                    |                                                      |
| 1882 - 1892  | Arnold Willem Bouwmeester                |                    |                                                      |
| 1892 - 1904  | Hendrik Tijmes                           |                    |                                                      |
| 1904 - 1915  | mr. Herman Petrus Krull                  |                    |                                                      |
| 1915 - 1933  | Johan Adriaan Hendrik van Leenhof        |                    |                                                      |
| 1933 - 1948  | S.G. Römelingh                           |                    |                                                      |
| 1944 - 1945  | R.G. Gelmers                             |                    | waarnemend                                           |
| 1945         | mr. B. Struben                           |                    | waarnemend burgemeester                              |
| 1949 - 1969  | P.D. Edel                                | PvdA               |                                                      |
| 1969 - 1976  | mr. Joost van Bodegom                    | PvdA               |                                                      |
| 1976 - 1982  | jhr.mr. Jacob (J.) Alberda van Ekenstein | PvdA               |                                                      |
| 1982 - 1987  | drs. Sander (A.W.M.) Brugman             | D66                |                                                      |
| 1987         | Jaap Verkerk                             | PvdA               | waarnemend burgemeester                              |
| 1987 - 1993  | mr. Marian (M.J.) Vegt-Haveman           | D66                |                                                      |
| 1994 - 1997  | mr. Jan Wicher Kok                       | CDA                | waarnemend burgemeester, werd burgemeester van Marum |
| 1997         | Wim Bijma                                | PvdA               | waarnemend burgemeester                              |